# الأرشيف الوطني البريطاني
الأرشيف الوطني ( TNA؛ (بالويلزية: Yr Archifau Cenedlaethol)) هي إدارة غير وزارية تابعة لحكومة المملكة المتحدة. الإدارة الأم لها هي وزارة الثقافة والإعلام والرياضة في المملكة المتحدة لبريطانيا العظمى وأيرلندا الشمالية. وهو الأرشيف الرسمي لحكومة المملكة المتحدة وإنجلترا وويلز؛ و"الوصي على بعض الوثائق الأكثر شهرة في البلاد، والتي يعود تاريخها إلى أكثر من 1000 عام". هناك أرشيفات وطنية منفصلة لاسكتلندا (السجلات الوطنية لاسكتلندا) وأيرلندا الشمالية (مكتب السجلات العامة لأيرلندا الشمالية).

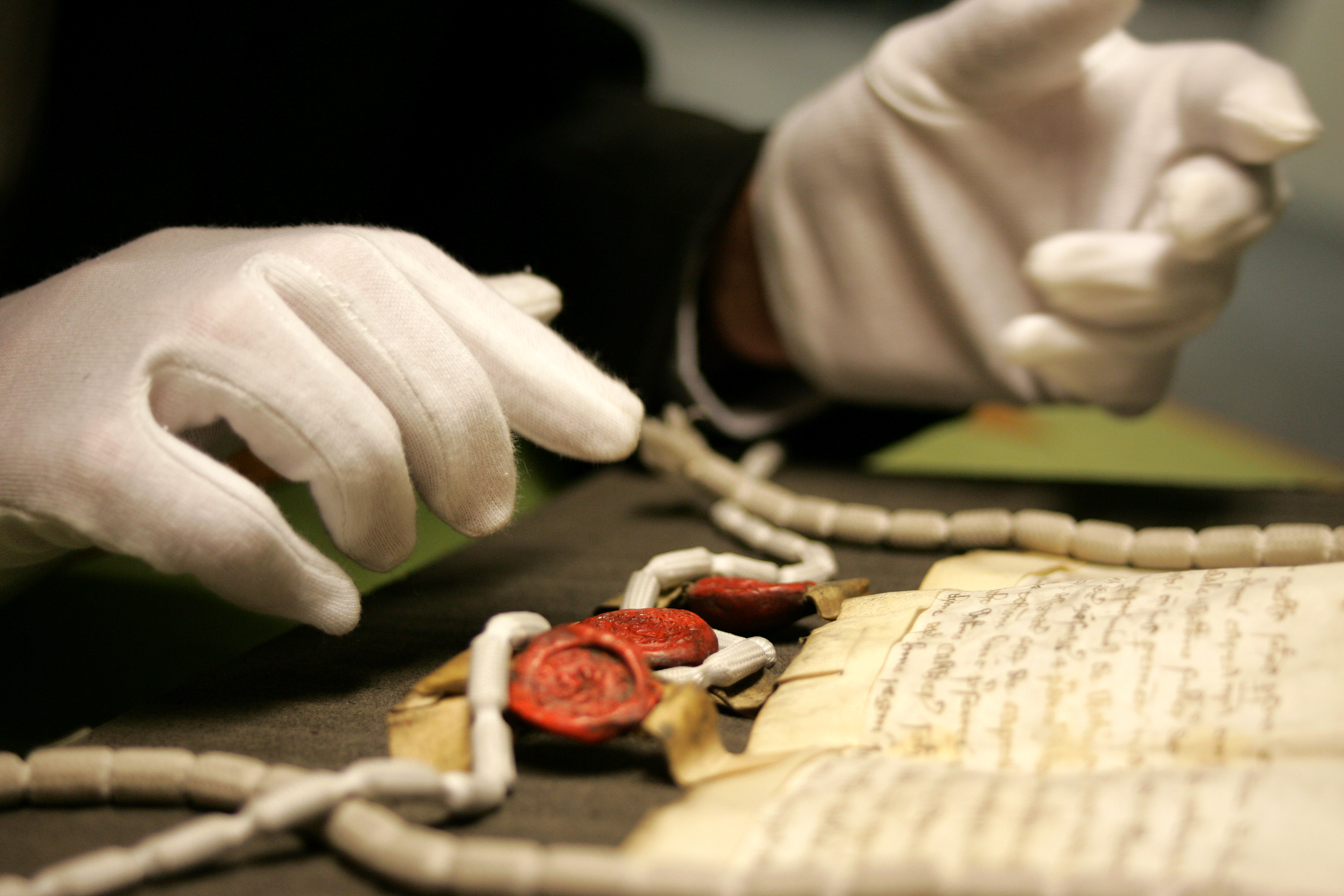
مخطوطة وأختام يجري فحصها في الأرشيف

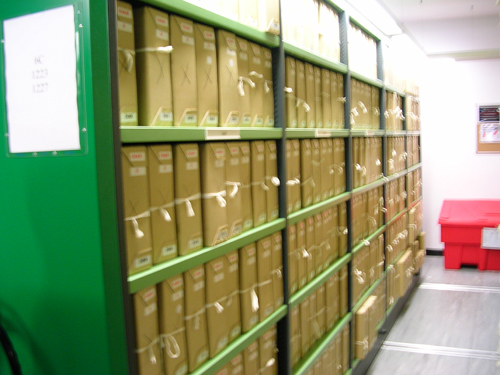
رفوف متحركة في أحد المستودعات الأكثر حداثة